# Heavy on My Heart
Heavy on My Heart - to czwarty i ostatni singel promujący płytę amerykańskiej gwiazdy pop Anastacii z albumu o takim samym tytule, co pseudonim piosenkarki. Został on wydany prawie rok później od pierwszego singla, mianowicie 7 marca 2005 roku. Piosenka jak i cała płyta nawiązuje do życia prywatnego piosenkarki - opowiada o historii miłosnej, a w znaczeniu metaforycznym ukazuje walkę piosenkarki z rakiem piersi. Singel wywołał pozytywne wrażenie na krytykach muzycznych. Już po kilku tygodniach "Heavy on My Heart" figurowało w pierwszej dwudziestce we Włoszech, Hiszpanii czy Holandii.

## Wideoklip
Teledysk do piosenki został nakręcony między 26 listopada, a 29 listopada 2004 roku w Bukareszcie. Całość nadzorował Ronald Vietz.
W teledysku Anastacia przedstawiona została jako manekin, który zakochał się w innym manekinie z wystawy sklepowej. Podczas refrenu, piosenkarka rozbija szybę witryny i wraz z męskim towarzyszem tańczy wśród spadającego śniegu, zakochują się w sobie. Jednak po pewnym czasie sklep, w którym stoją, bankrutuje. Całe wyposażenie oraz niepotrzebne już manekiny wywożone są do fabryki, gdzie ulegają spaleniu. W płomieniach pieca zakochani po raz ostatni dotykają swoich ust - po czym topnieją od temperatury. Teledysk miał na celu ukazanie, iż piosenkarka jest sama. Przesłaniem jest to, że w każdym momencie, nawet w pozornie najszczęśliwszym można stracić swoją miłość.

## Pozycje na listach
| Chart (2009/2010)                             | Najwyższa pozycja |
| --------------------------------------------- | ----------------- |
| Australia (ARIA)                              | 55                |
| Austria (Ö3 Austria Top 75)                   | 29                |
| Belgia (Ultratop Flanders)                    | 2                 |
| Belgia (Ultratop Walonnia)                    | 5                 |
| Europa (Official Top 100)                     | 21                |
| Europa (Hot 100 Singles)                      | 40                |
| Hiszpania (Spanish Top Singles)               | 8                 |
| Holandia (Dutch Top 40)                       | 24                |
| Iran (GFK)                                    | 32                |
| Niemcy (Media Control AG)                     | 29                |
| Portugalia (Portugal Top 20)                  | 7                 |
| Szwajcaria (Media Control AG)                 | 35                |
| Węgry (Mahash)                                | 7                 |
| Włochy (FIMI)                                 | 12                |
| Wielka Brytania (The Official Charts Company) | 15                |
| Airplay World Official Top 100                | 37                |
| Top40-Charts.com Ringtones Sales              | 22                |